# Et moderhjerte
Et moderhjerte (russisk: Сердце матери) er en sovjetisk spillefilm fra 1965 af Mark Donskoj.

## Medvirkende
- Jelena Fadejeva som Marija Aleksandrovna Uljanova
- Daniil Sagal som Ilja Nikolajevitj Uljanov
- Nina Mensjikova som Anna
- Gennadij Tjertov som Aleksandr
- Rodion Nakhapetov som Vladimir Lenin
- Anatolij Kubatskij